# Centrolepis humillima
Centrolepis humillima là một loài thực vật có hoa trong họ Centrolepidaceae. Loài này được F.Muell. ex Benth. mô tả khoa học đầu tiên năm 1878.